# Forsthain

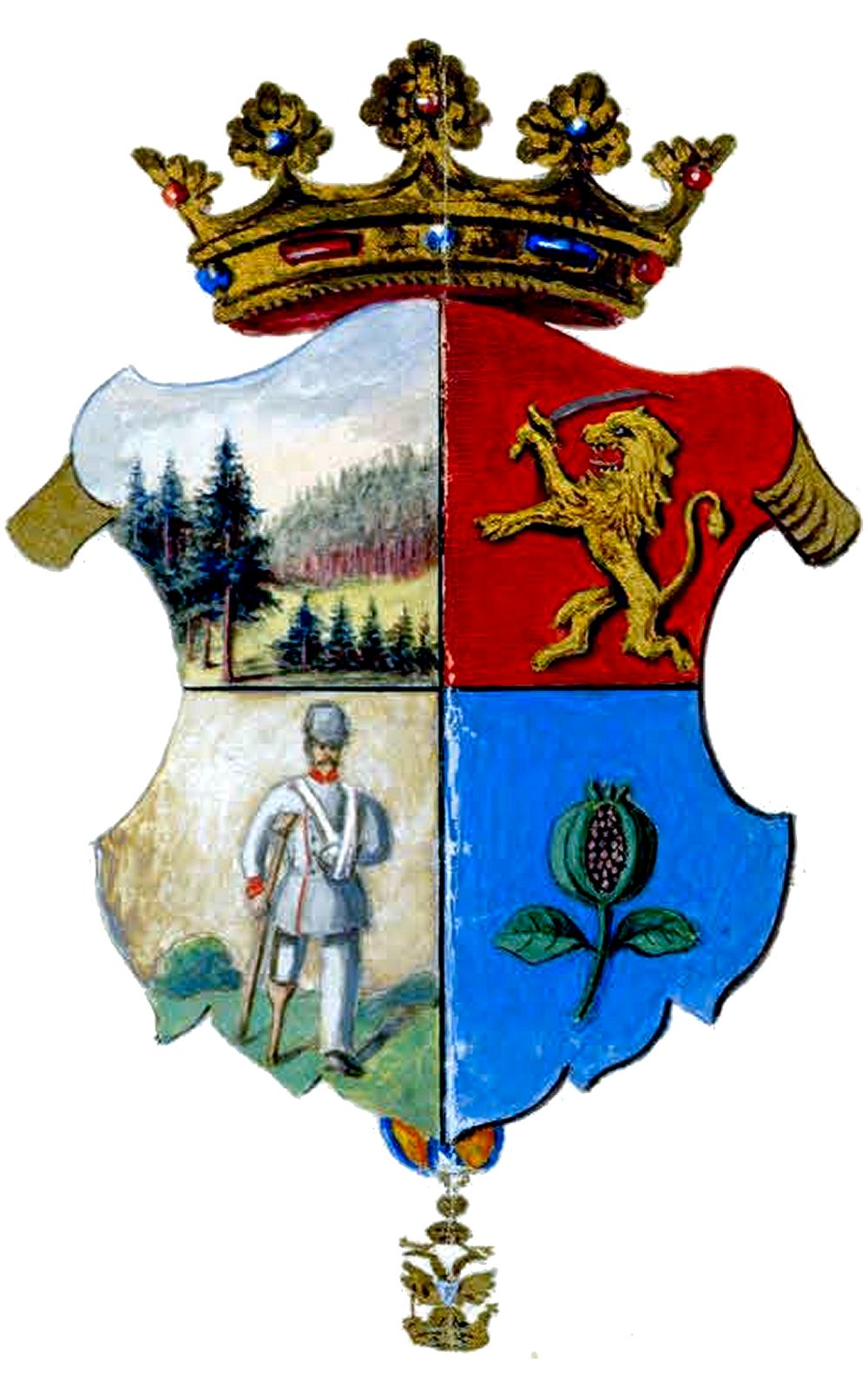
Wappen der Ritter von Forsthain (1866)

Ritter von Forsthain ist ein ausgestorbenes österreichisches Adelsgeschlecht.

## Geschichte
Am 18. September 1866 wurde der k. k. Statthaltereirat und Kreishauptmann von Pilsen, Johann Tschary, als Ritter des Ordens der Eisernen Krone III. Klasse mit dem Prädikat „von Forsthain“ in den Ritterstand erhoben und ihm ein Wappen verliehen. Er setzte sich 1867 zur Ruhe und erhielt 1868 zusätzlich den Hofrat-Titel. Mit seinem Tod scheint die Adelsfamilie wieder erloschen zu sein.